# Insel-Flughund

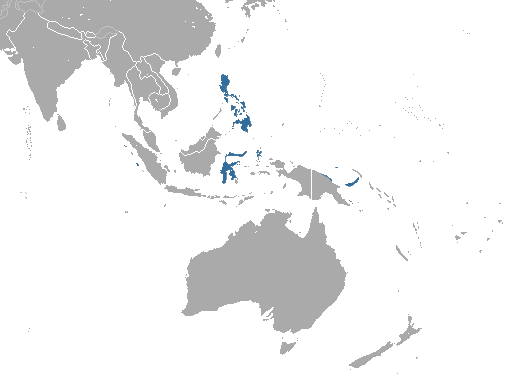
Verbreitungsgebiet des Insel-Flughundes, bei vielen kleinen Inseln ist die blaue Färbung undeutlich

Der Insel-Flughund (Pteropus hypomelanus) ist ein in Südostasien und in der Region Australis verbreitetes Fledertier in der Familie der Flughunde. Er zählt innerhalb der Gattung Pteropus zu einer Artengruppe mit 11 Mitgliedern. Diese ist in Walker’s Mammals of the World nach ihm selbst und in Mammal Species of the World (2005) nach dem Kleinen Maskarenen-Flughund (Pteropus subniger) benannt. Der Status der bis zu 16 beschriebenen Unterarten ist umstritten. Das Typusexemplar stammt von der Insel Ternate innerhalb der Molukken.
Der Artzusatz im wissenschaftlichen Namen ist aus den altgriechischen Worten hypo (unter) und melan (schwarz, dunkel) gebildet. Die Art hat in ihrem Verbreitungsgebiet viele verschiedene Trivialnamen, wie Kluang Kechil, Kecil, Memboi oder Udawed. Auch der international für Pteropus vampyrus übliche Name Kalong wird verwendet.

## Merkmale
Je nach Region erreicht die Art eine Kopf-Rumpf-Länge von 194 bis 224 mm, eine Unterarmlänge von 125 bis 145 mm und ein Gewicht von 300 bis 420 g. Ein Schwanz fehlt, die Hinterfüße sind 52 bis 68 mm lang und die Länge der Ohren beträgt 24 bis 27 mm. Das Fell ist überwiegend kurz mit Ausnahme der Rückenmitte und das Schienbein ist nackt. Der Insel-Flughund besitzt braune Flughäute. In östlichen Regionen hat das Fell oberseits eine dunkelbraune Farbe, während die Unterseite heller ockerfarben ist. Bei der östlichsten Population ist der Rücken im vorderen und hinteren Bereich heller als in der Mitte. Bei westlichen Populationen sind graue, goldgelbe oder kastanienbraune Flecken vorhanden. Populationen vor Myanmar und der Malaiischen Halbinsel besitzen zwei Morphen, wobei eine eher grauschwarz mit eingemischten bunten Farben und die andere mehr einheitlich braun ist. Um den Hals gibt es einen Mantel, der in östlichen Populationen gelbbraun und weiter westlich dunkler braun ist. Die Zahnformel lautet I 2/2, C 1/1, P 3/3, M 2/3, was 34 Zähne im Gebiss ergibt. Typisch sind leicht gebogene Eckzähne, die von den Schneidezähnen durch eine Lücke (Diastema) getrennt sind. Der äußere Prämolar pro Seite im Oberkiefer ist winzig oder fehlt ganz. Der diploide Chromosomensatz wird aus 38 Chromosomen (2n=38) gebildet.

## Verbreitung
Dieser Flughund ist von Inseln des östlichen Bereichs des Golfs von Bengalen über kleine Inseln Südostasiens bis zum Bismarck-Archipel und zu Inseln östlich von Neuguinea verbreitet. Bewohnte größere Inseln sind Sulawesi, Inseln der Philippinen, Halmahera, das nordöstliche Neuguinea und Neubritannien. Die Art erreicht im Hügelland 900 Meter Höhe. Als Habitat dienen Mangrovensümpfe und tropische Regenwälder. Er besucht gelegentlich Gärten und Palmenplantagen.

## Lebensweise
Der Insel-Flughund bildet Kolonien mit einigen hundert bis etwa 5000 Mitgliedern. Diese ruhen in den Kronen hoher Bäume. Während der Aufzucht der Nachkommen findet keine Trennung zwischen den Geschlechtern statt. Auf Nahrungssuche wird öfter das Meer überflogen. Ruheplätze auf dem Festland werden nur genutzt, wenn starke Winde den Rückflug zu Inseln verhindern. Gemischte Kolonien mit anderen Vertretern der Gattung Pteropus kommen gelegentlich vor. In einer Nacht können die Tiere 30 bis 50 km fliegen, jedoch entfernen sie sich selten von bekannten Verstecken.
Die Exemplare ernähren sich von Früchten, Nektar und anderen Blumenteilen. Es überwiegen wilde Feigen, die mit Früchten aus Plantagen komplettiert werden. An Blütenpflanzen zählen Vertreter der Gattungen Ceiba, Durianbäume, Kokospalmen, Pouteria und Eukalypten zur Nahrung. Die Suche nach Blüten erfolgt meist allein oder im Paar. Der Insel-Flughund verlässt sein Versteck zu Beginn der Abenddämmerung und ist vor der Morgendämmerung zurück. An warmen Tagen bewegen die Flughunde ihre Flügel und lecken ihre Brust und die Flügel, wenn sie ruhen. Sie wickeln sich an kalten Tagen oder Regentagen fast vollständig in ihre Flügel ein. Wird nach dem Flug ein Ast erreicht, so wird dieser in aufrechter Position angesteuert und nachdem die Füße den Ast umklammert haben, eine Kopfüber-Position eingenommen. Früchte können in beiden Positionen gefressen werden.
Die Geschlechtsreife tritt bei beiden Geschlechtern nach etwa einem Jahr ein. Weibchen gebären einmal jährlich zwischen April und August, mit Variationen zwischen den Populationen, ein Jungtier. Dieses wird etwa 100 Tage gesäugt. Bei in Gefangenschaft gehaltenen Insel-Flughunden gab es keine jahreszeitabhängige Paarungszeit. Ein eingefangenes Tier lebte etwa 9 Jahre.

## Gefährdung
In Südostasien wirken sich Waldrodungen zur Schaffung von Ackerflächen oder touristischen Zentren negativ aus. Die Jagd auf den Flughund zur Gewinnung von Wildfleisch ist nur von Mindanao und wenigen anderen Bereichen der Philippinen sowie von einzelnen Inseln Melanesiens bekannt. In Malaysia werden einige Exemplare als Fruchträuber bekämpft. Die IUCN schätzt, dass die Gesamtpopulation in den 24 Jahren vor 2018 um etwa 25 Prozent abgenommen hat, und listet die Art in der Vorwarnliste (near threatened).